# Korrieri
Korrieri – dziennik wydawany w Albanii, pierwsze wydanie ukazało się 28 marca 2001 roku. Redaktorem naczelnym czasopisma jest Sokol Shameti.